# Solar de Santo António de Favaios
O Solar de Santo António de Favaios é um solar brasonado do século XVII, localizado em Favaios e fundado pelo fidalgo Nicolau de Queiroz Pinto, que nasceu na freguesia de São Dinis, Vila Real, cerca de 1620, instituidor do Morgadio com o mesmo nome.

## Arquitetura
O Solar tem arquitetura residencial, maneirista e revivalista neobarroca. A sua planta é retangular irregular, integrando, descentrada, uma capela longitudinal, interiormente com teto de madeira e com iluminação axial. 
As alas residenciais de dois pisos são rebocadas e pintadas, com cunhais apilastrados e terminadas em cornija e beirada simples, rasgadas por vãos de verga abatida com molduras terminadas em cornija, de modinatura revivalista neobarroca.
No interior, a capela apresenta teto de caixotões barroco, coro alto com guarda em balaustrada e retábulo-mor maneirista em talha dourada, de planta reta, dois registos e três eixos.
O Solar faz parte da Zona Especial de Proteção do Núcleo urbano de Favaios (Conjunto arquitetónico do Largo da Praça e Rua Direita de Favaios). A fachada principal está virada para a rua que atravessa a localidade, não possuindo elemento separador da mesma. Do lado da ala esquerda da fachada posterior, está uma quinta com vinha.  
A inscrição do portal da capela tem o seguinte texto: 
AO GLORIOSO PADRE S. ANTONIO DEDICOV ESTA CAPELA NICOLAO DE QUEYROS PINTO. ANO DE 1676. 
O brasão representa o apelido Queiroz (armas plenas), tendo escudo de formato nacional, esquartelado, o primeiro e o quarto de prata, com um leão de vermelho, e o segundo e o terceiro de prata com seis crescentes de vermelho, 2, 2 e 2. Possui elmo com paquife por timbre o leão do escudo. 
A utilização inicial do solar foi residencial, como casa nobre. A construção data do Século XVII, tendo sido completada com reformas ao longo dos séculos XVIII e XIX.

## História
Nicolau de Queiroz Pinto, que mandou construir o solar, era filho de António Pinto, instituidor do vínculo de Mesquitel, na Fonte Longa (trineto, por varonia, de Aires Vaz Pinto, senhor de Ferreiros de Tendais, que era filho primogénito do cavaleiro Vasco Martins Pinto) e de sua mulher e parente, D. Maria de Queiroz (casaram a 15 de setembro de 1615), filha de João de Queiroz da Mesquita, cavaleiro da Ordem de Cristo e descendente de Fernando Álvares de Queiroz, "o primeiro deste apelido, em Portugal". 
Nicolau de Queiroz Pinto casou pela 2.ª vez, em 13 de julho de 1676, com Helena Taveira de São Payo e deste casamento nasceu, entre outros, José de Queiroz Pinto, batizado em Favaios a 7 de setembro de 1682, que foi assim o 2.º morgado de Santo António, além de cavaleiro da Ordem de Cristo e superintendente dos tabacos de Trás-os-Montes. 

Inscrição na capela do Solar de Santo António de Favaios

De José de Queiroz Pinto e sua segunda mulher, Maria Jacinta Pereira Pinto Sarmento Guedes (neta paterna do 1.º Morgado do Arco) foi filho sucessor José Pereira Pinto de Queiroz Sarmento Guedes (1738 - c. 1799), 3.º morgado de Santo António de Favaios, Capitão-mor de Favaios desde 30 de outubro de 1770 até à data de seu falecimento, que casou com sua prima D. Ana Bernardina Pereira Pinto Serpe e Melo (1744 - 1805), herdeira por sua mãe do Morgado de São Nicolau de Alcongosta, no Fundão, e por seu pai herdeira do morgadio de Lourosa, que incluía as casas e quintas de São João de Lourosa, do Covelo e do Cruzeiro, todas situadas em Viseu e seu termo. Este 3.º morgado mandou fazer a pintura do retábulo, bem como a execução do teto de caixotões da capela e a reforma final do retábulo-mor.
Foi filho primogénito deste casal Bento de Queiroz Pereira Pinto Serpe e Melo, que durante as invasões francesas, em 1809, foi brigadeiro de ordenanças. Em 1799, havia procedido à conclusão da pintura do retábulo no altar da capela de Santo António. 
Casou com sua prima Leonor Vaz Guedes Pereira Pinto (filha do 5.º Morgado do Arco) e teve, como filho sucessor, Miguel Pereira Pinto de Queiroz Serpe e Melo Sampaio, último Morgado de Santo António de Favaios e último capitão-mor de Favaios e Alijó, que casou, em 1824, com sua prima coirmã, D. Augusta Cândida Emília Vaz Guedes de Ataíde Malafaia, filha de Francisco Vaz Guedes, 6.º Morgado do Arco e de D. Ana Joaquina de Ataíde e Cunha Azevedo Brito Malafaia, herdeira das honras de Barbosa e de Ataíde.
Este último Morgado de Santo António de Favaios foi partidário da causa miguelista durante a guerra civil portuguesa e, logo após a vitória liberal em 1834, transferiu-se com sua família do Solar de Santo António de Favaios para as casas e propriedades que possuía no concelho de Viseu, onde passou a residir.  
Seu filho primogénito, Bento de Queiroz Pinto de Ataíde e Melo, ainda nasceu em Favaios (no ano de 1826), mas residiu na maior parte de sua vida adulta em Viseu, nomeadamente no solar de Lourosa, e também na casa da Rua Direita (depois conhecida como Palácio da família Queiroz, ou solar dos viscondes de Treixedo) que lhe coube por herança de sua mulher e prima, D. Eduarda Augusta Pereira Pinto Vaz Guedes de Almeida e Vasconcelos; a filha herdeira deste casal, D. Augusta Eduarda Queiroz de Ataíde Almeida e Vasconcelos, casou a 25 de agosto de 1875 com seu tio paterno, Valeriano Pereira Pinto Queiroz de Ataíde e Melo.  
A 9 de junho de 1883, nasceu a sua filha e herdeira, D. Maria Eduarda Augusta Queiroz de Ataíde d'Almeida e Vasconcelos, viscondessa de Treixedo pelo seu casamento em 1905 (4 de setembro) com Francisco de Gouveia Bandeira de Figueiredo Zuzarte Pinto Mascarenhas, 1.º Visconde de Treixedo, de quem foi a 2.ª mulher; tiveram descendência, que usaria os sobrenomes Queiroz de Ataíde Pinto Mascarenhas. 
É também desse início do século XX que data a última reforma do Solar de Santo António de Favaios, o qual seria entretanto vendido para terceiros por estes descendentes do último morgado de Santo António, o acima referido Miguel Pereira Pinto de Queiroz Serpe e Melo Sampaio.